# August Seydler
August Johann Friedrich Seydler (Žamberk, 1 de junho de 1849 – Praga, 22 de junho de 1891) foi um físico e astrônomo  da Boêmia (atual República Tcheca).
Após completar o estudo de filosofia foi assistente em 1870 no Observatório de Praga, promovido a adjunto em 1872. Obteve a habilitação na universidade e foi paralelamente docente privado de física matemática. Em 1882 foi professor associado e em 1885 professor de física matemática e de astronomia na então fundada Universidade da Boêmia em Praga.
Trabalhou na astronomia com o cálculo da trajetória de asteroides e cometas, publicando também trabalhos teóricos, como por exemplo Über das Vierkörperproblem, Beiträge zum Zwei- und Dreikörperproblem e Beiträge zur Lösung des Kepler'schen Problems. Seydler fundou em 1886 o Instituto Astronômico da Universidade da Boêmia.
O asteroide 6586 Seydler é denominado em sua memória. Em 1885 foi eleito membro da Academia Leopoldina.